# Vagabond (manga)
Vagabond (jap. バガボンド Bagabondo) – manga autorstwa Takehiko Inoue, publikowana na łamach magazynu „Shūkan Morning” wydawnictwa Kōdansha od września 1998. Oparta jest na powieści Musashi autorstwa Eijiego Yoshikawy i przedstawia fikcyjną historię życia Musashiego Miyamoto, znanego również jako „Święty Miecz”. W maju 2015 publikacja serii została zawieszona na czas nieokreślony.
W Polsce pierwsze 9 tomów ukazało się nakładem wydawnictwa Mandragora.

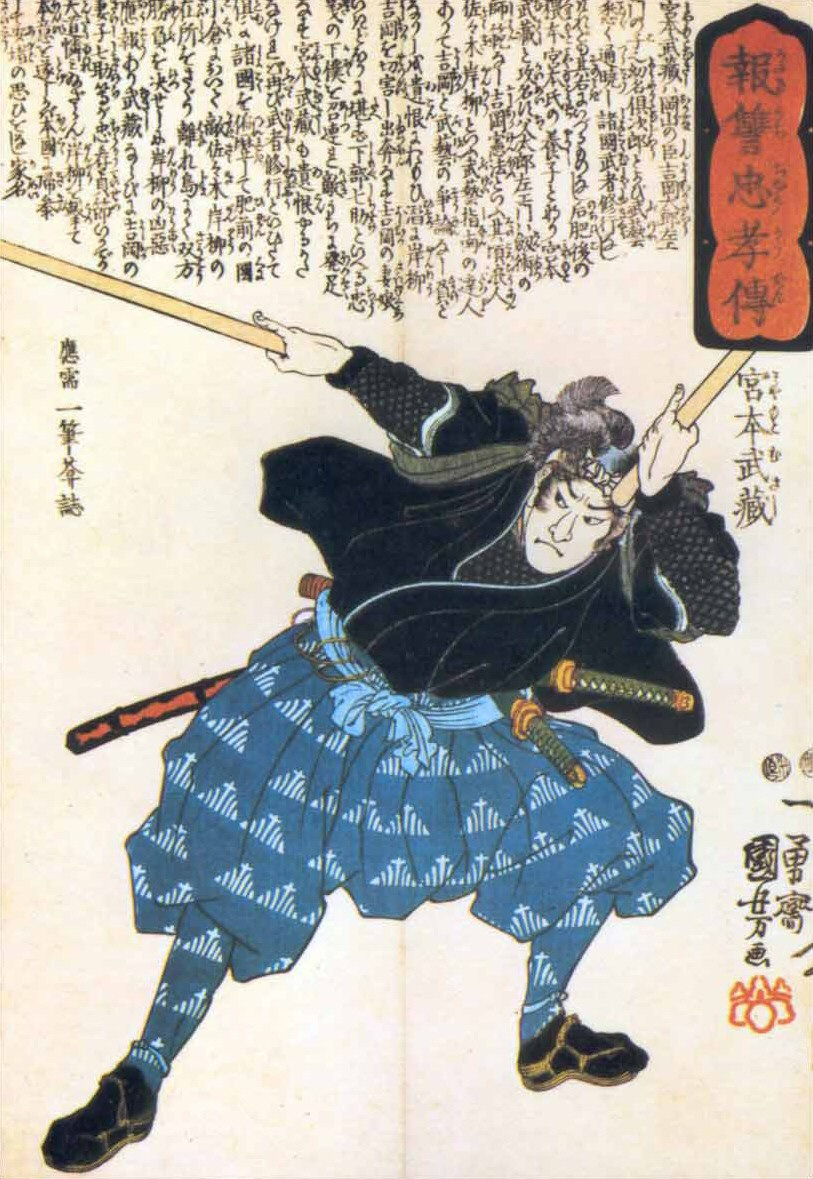
Stary rysunek przedstawiający Musashiego Miyamoto trzymającego dwa bokeny

## Fabuła
Akcja komiksu rozpoczyna się na pobojowisku po bitwie pod Sekigaharą (1600 r.), gdzie widzimy dwóch, cudem żywych, 17-letnich, niedobitków – Shinmena Takezou (późniejszego Miyamoto Mushashiego) i jego przyjaciela Matahachiego Hon'Iden.
Tych dwóch opuściło swoją wioskę (Miyamoto) by zdobyć sławę poprzez walkę na polu bitwy. Na swoje nieszczęście przyłączyli się do sił armii Seigun-zachodnia, która przegrała wojnę, dowodzonej przez Mitsunari Ishidę. Ranni i zmęczeni trafiają do pięknej Oko i jej córki Akemi, które znalazły ich (jak się później dowiadujemy) w trakcie okradania pola bitwy z broni. Drogi chłopaków szybko się rozchodzą – Matahachi zdradza i ucieka w czasie walki Takezou z grupa Tsujikaze (chcący ukarać Oko i Akemi za żerowanie na ich terenie) wraz z Oko. Tak oto Takezou, po zwycięskiej walce z grabieżcami, rozpoczyna samotną i długą wędrówkę ("drogę miecza"), na której spotka wielu wspaniałych przeciwników, stoczy wiele walk i pokaże jak zdobyć szacunek u najlepszych szermierzy Japonii.

## Główni bohaterowie
- Miyamoto Musashi
- Sasaki Kojirō – legendarny rywal Musashiego. W mandze przedstawiony jako głuchoniemy.
- Hon'iden Matahachi – przyjaciel z dzieciństwa Musashiego. Miał poślubić Otsū, ale ucieka z Okō, która poprzez jego nadmiernie częste upijanie się, odrzuca go po niedługim czasie. Tak oto, totalnie zbrukany, zaczyna wędrować, by znaleźć miejsce dla siebie.
- Takuan Sōhō
- Otsū – przyjaciółka z dzieciństwa Musashiego. Wychowana przez rodzinę Hon'iden. Miała poślubić Matahachiego, ale plany się popsuły gdy ten po walce w Sekigahara, ucieka wraz z Okō i Akemi do Kyōto. Gdy dowiaduje się co jej narzeczony zrobił, odchodzi z rodziny by szukać nowego życia i miłości.

## Rysunki
Takehiko Inoue ma bardzo specyficzny sposób rysowania. Jego kreska w znaczny sposób odbiega od stereotypowych wzorców mangowych. Autor stara się rysować jak najbardziej realnie, dzięki czemu w każdym kadrze (który tworzy niemalże oddzielną kompozycje) znaleźć można krajobrazy, emocje ludzi i uczucia związane z daną chwilą.

## Publikacja serii
Pierwszy rozdział mangi ukazał się 3 września 1998 w magazynie „Shūkan Morning”. Następnie wydawnictwo Kōdansha rozpoczęło zbieranie rozdziałów do wydań w formacie tankōbon, których pierwszy tom ukazał się 22 marca 1999. Według stanu na 23 lipca 2014, do tej pory wydano 37 tomów.
W Polsce pierwsze 9 tomów zostało wydanych nakładem wydawnictwa Mandragora w tłumaczeniu Cezarego Komorowicza.
W grudniu 2010 Inoue opublikował aktualizację na swojej stronie internetowej, informując, że Vagabond nie powróci, dopóki nie odzyska „entuzjazmu” do pracy nad serią. Po osiemnastu miesiącach przerwy, seria została wznowiona 15 marca 2012, zmieniając częstotliwość publikacji na miesięczną. Manga weszła w planowaną czteromiesięczną przerwę w lutym 2014, a powodem miały być badania prowadzone przez autora. Publikacja została wznowiona dopiero 29 stycznia 2015, jednak po 21 maja tego samego roku została ponownie wstrzymana.
| Nr | Język japoński       | Język japoński         | Język polski  | Język polski           |
| Nr | Data wydania         | ISBN                   | Data wydania  | ISBN                   |
| -- | -------------------- | ---------------------- | ------------- | ---------------------- |
| 1  | 22 marca 1999        | ISBN 978-4-06-328619-9 | wrzesień 2005 | ISBN 978-83-89698-70-4 |
| 2  | 22 marca 1999        | ISBN 978-4-06-328620-5 | listopad 2005 | ISBN 978-83-89698-71-1 |
| 3  | 21 lipca 1999        | ISBN 978-4-06-328644-1 | styczeń 2006  | ISBN 978-83-89698-72-8 |
| 4  | 22 października 1999 | ISBN 978-4-06-328658-8 | marzec 2006   | ISBN 978-83-60352-03-8 |
| 5  | 21 stycznia 2000     | ISBN 978-4-06-328672-4 | czerwiec 2006 | ISBN 978-83-60352-24-3 |
| 6  | 19 kwietnia 2000     | ISBN 978-4-06-328685-4 | wrzesień 2006 | ISBN 978-83-60352-40-3 |
| 7  | 20 lipca 2000        | ISBN 978-4-06-328702-8 | styczeń 2007  | ISBN 978-83-60352-54-0 |
| 8  | 23 października 2000 | ISBN 978-4-06-328720-2 | kwiecień 2007 | ISBN 978-83-60352-93-9 |
| 9  | 23 lutego 2001       | ISBN 978-4-06-328736-3 | grudzień 2007 | ISBN 978-83-60802-05-2 |
| 10 | 23 maja 2001         | ISBN 978-4-06-328755-4 | —             |                        |
| 11 | 23 sierpnia 2001     | ISBN 978-4-06-328763-9 | —             |                        |
| 12 | 22 listopada 2001    | ISBN 978-4-06-328779-0 | —             |                        |
| 13 | 21 marca 2002        | ISBN 978-4-06-328804-9 | —             |                        |
| 14 | 21 czerwca 2002      | ISBN 978-4-06-328823-0 | —             |                        |
| 15 | 23 października 2002 | ISBN 978-4-06-328850-6 | —             |                        |
| 16 | 21 lutego 2003       | ISBN 978-4-06-328871-1 | —             |                        |
| 17 | 21 czerwca 2003      | ISBN 978-4-06-328891-9 | —             |                        |
| 18 | 19 listopada 2003    | ISBN 978-4-06-328916-9 | —             |                        |
| 19 | 20 marca 2004        | ISBN 978-4-06-328945-9 | —             |                        |
| 20 | 22 lipca 2004        | ISBN 978-4-06-328970-1 | —             |                        |
| 21 | 18 września 2005     | ISBN 978-4-06-372464-6 | —             |                        |
| 22 | 22 lutego 2006       | ISBN 978-4-06-372497-4 | —             |                        |
| 23 | 23 czerwca 2006      | ISBN 978-4-06-372526-1 | —             |                        |
| 24 | 23 października 2006 | ISBN 978-4-06-372553-7 | —             |                        |
| 25 | 23 marca 2007        | ISBN 978-4-06-372582-7 | —             |                        |
| 26 | 23 lipca 2007        | ISBN 978-4-06-372612-1 | —             |                        |
| 27 | 29 listopada 2007    | ISBN 978-4-06-372640-4 | —             |                        |
| 28 | 23 maja 2008         | ISBN 978-4-06-372685-5 | —             |                        |
| 29 | 28 listopada 2008    | ISBN 978-4-06-372750-0 | —             |                        |
| 30 | 28 maja 2009         | ISBN 978-4-06-372795-1 | —             |                        |
| 31 | 3 września 2009      | ISBN 978-4-06-372827-9 | —             |                        |
| 32 | 15 stycznia 2010     | ISBN 978-4-06-372866-8 | —             |                        |
| 33 | 27 maja 2010         | ISBN 978-4-06-372903-0 | —             |                        |
| 34 | 23 października 2012 | ISBN 978-4-06-372947-4 | —             |                        |
| 35 | 23 kwietnia 2013     | ISBN 978-4-06-387195-1 | —             |                        |
| 36 | 23 października 2013 | ISBN 978-4-06-387261-3 | —             |                        |
| 37 | 23 lipca 2014        | ISBN 978-4-06-388340-4 | —             |                        |